# Det Russiske Kejserrige ved OL
Det Russiske Kejserrige der eksisterede fra 1721 til 1917 deltog ved de olympiske lege i 1900, 1908 og 1912.

## Medaljeoversigt
| Det Russiske Kejserriges medaljer under de olympiske sommerlege | Det Russiske Kejserriges medaljer under de olympiske sommerlege | Det Russiske Kejserriges medaljer under de olympiske sommerlege | Det Russiske Kejserriges medaljer under de olympiske sommerlege | Det Russiske Kejserriges medaljer under de olympiske sommerlege | Det Russiske Kejserriges medaljer under de olympiske sommerlege |
| --------------------------------------------------------------- | --------------------------------------------------------------- | --------------------------------------------------------------- | --------------------------------------------------------------- | --------------------------------------------------------------- | --------------------------------------------------------------- |
| Lege                                                            | Guld                                                            | Sølv                                                            | Bronze                                                          | Totalt                                                          | Rang                                                            |
| 1896 Athen                                                      | Deltog ikke                                                     | Deltog ikke                                                     | Deltog ikke                                                     | Deltog ikke                                                     | Deltog ikke                                                     |
| 1900 Paris                                                      | 0                                                               | 0                                                               | 0                                                               | 0                                                               | –                                                               |
| 1904 St. Louis                                                  | Deltog ikke                                                     | Deltog ikke                                                     | Deltog ikke                                                     | Deltog ikke                                                     | Deltog ikke                                                     |
| 1908 London                                                     | 1                                                               | 2                                                               | 0                                                               | 3                                                               | 12                                                              |
| 1912 Stockholm                                                  | 0                                                               | 2                                                               | 3                                                               | 5                                                               | 16                                                              |
| Totalt                                                          | 1                                                               | 4                                                               | 3                                                               | 8                                                               |                                                                 |

## Fotnote
1. ↑  I totalen medregnes en guldmedalje i Kunstskøjteløb under Sommer-OL 1908. Medaljen er lagt til sommerlegenes oversigt, til trods for at det er en vintersport, da der ikke blev afhold separate vinter lege.